# Lepus callotis
Lepus callotis este o specie de mamifere din familia iepurilor, Leporidae. Se găsește în Mexic și SUA. Uniunea Internațională pentru Conservarea Naturii a clasificat această specie ca fiind în stare vulnerabilă.

## Taxonomie
Gureev a plasat în anul 1964 specia Lepus callotis în subgenul Proeulagus, iar Averianov în subgenul Macrotolagus, în anul 1998. Există două subspecii recunoscute ale speciei Lepus callotis: Lepus callotis callotis (Wagler, 1830) și Lepus callotis gaillardi (Mearns, 1896). Totuși, s-ar putea ca acestea să fie de fapt două specii diferite, luând în considerare diferențele între fiziologie, habitat și comportament. Este de asemenea posibil să existe și o a treia subspecie be baza analizei ADN-ului, Lepus callotis altimarae, care a fost apoi descrisă drept Lepus californicus altimirae. O analiză genetică din 2019 a concluzionat că L. c. altamirae este de fapt o specie distinctă, Lepus altamirae.

## Descriere
Iepurii Lepus callotis cântăresc aproximativ 2,7 kg. Coastele și partea ventrală sunt albe și partea de sus a cozii neagră. Crupa este gri, partea dorsală de nuanță închisă, iar ceafa este de culoare maro până la negricioasă. Lungimea labelor picioarelor din spate este circa 12,6 cm, iar a urechilor, a căror vârf nu este negru, este cam 13,8 cm.

## Răspândire și habitat
Lepus callotis se găsește în Mexic și SUA. Este alopatrică cu iepurele mare antilopă (Lepus alleni). Viețuiește la altitudini pornind de la 750 m până la 2.550 m. Printre tipurile de habitat în care trăiește se numără pajiști deschise, pășuni, savane tropice-subropice și zone cultivate. Spațiile vitale se suprapun.

## Comportament și ecologie
Iepurii din specia Lepus callotis sunt nocturni și par să fie astfel mai mult decât iepurii mari antilope și iepurii de California (Lepus californicus). Dieta lor este erbivoră, incluzând în principal graminee, precum plante din speciile Bouteloua dactyloides, Bouteloua gracilis, Hilaria mutica, Muhlenbergia torreyi și Panicum obtusum. În timpul sezonului cald poate cuprinde și rădăcini de Cyperus rotundus. Reproducerea are loc cel puțin din mijlocul lunii aprilie până în mijlocul lunii august. Pe baza datelor adunate de la zece femele, un rând de pui constă în 1–4 pui, în medie în 2,2. O femelă poate naște și 3 rânduri de pui pe an.

## Stare de conservare
Lepus callotis este aparent relativ rară și este răspândită la nivel larg în Mexic, dar populația sa este per total în scădere, aceasta experimentând un declin în numărul de iepuri, care în anul 1976 a fost estimat la 12.950, iar în anul 2010 la 2.101,5. Numărul de indivizi doar din SUA a fost estimat la 58 în anul 2010 (în 1976 a fost estimat la 400). Acești iepuri sunt vânați de către oameni, ca activitate sportivă și pentru carne, cât și de carnivore originare zonei. Habitatul său este pășunat excesiv, ceea ce a dus la înlocuirea speciei L. callotis de Lepus californicus în anumite zone, din cauza faptului că numărul arbuștilor crește și cel al gramineelor scade, lucru preferat de L. californicus. Nu este cunoscută nicio arie protejată în care să se găsească. Uniunea Internațională pentru Conservarea Naturii a clasificat-o ca fiind în stare vulnerabilă.